# Esporte Clube Alexandria
Pour les articles homonymes, voir Alexandria (homonymie).
L'Esporte Clube Alexandria était un club brésilien de football basé à Maceió dans l'État de l'Alagoas. 

## Palmarès
- Championnat de l'Alagoas :
  - Champion : 1947